# 節分

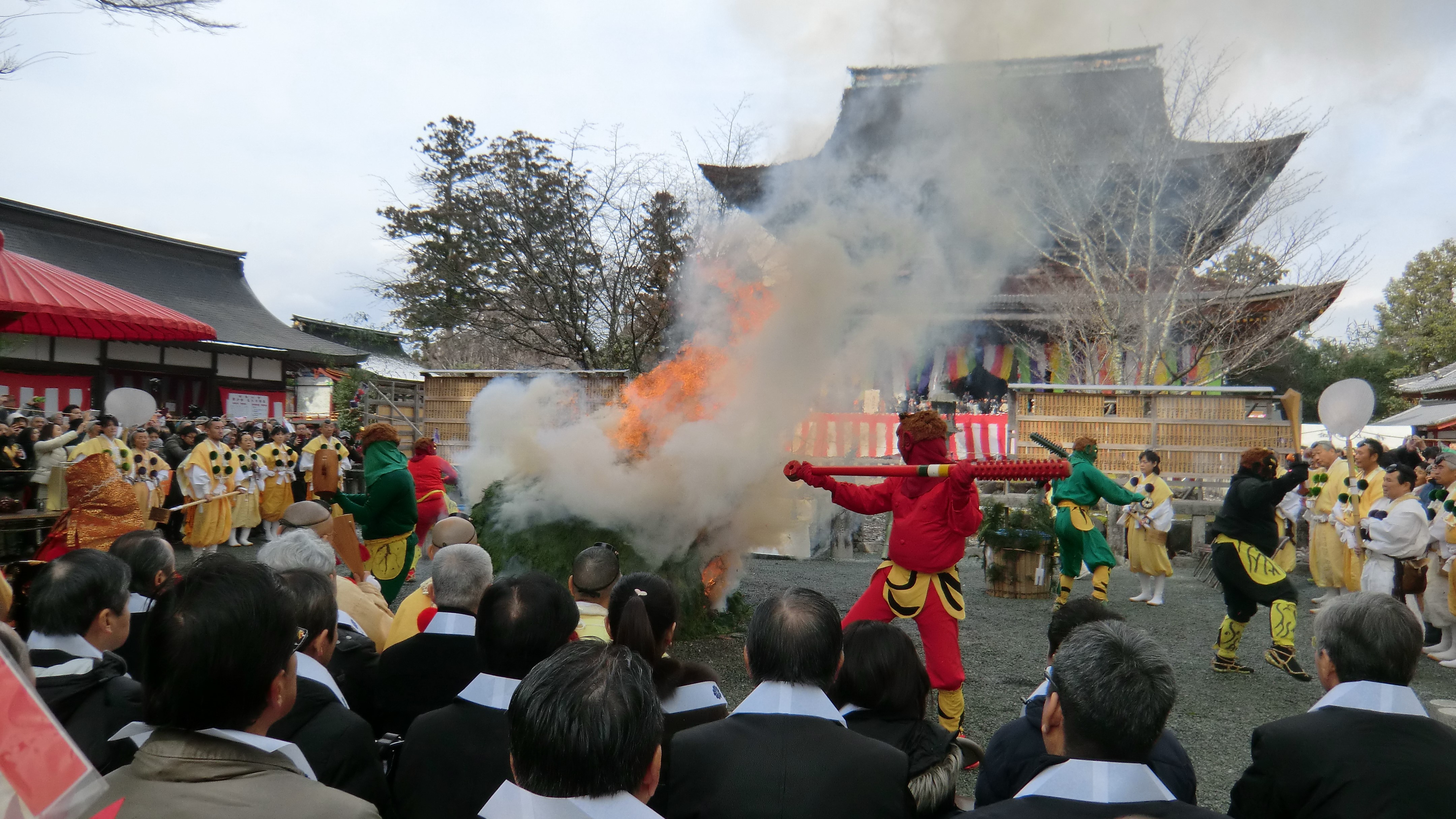
金峯山寺的節分祭

節分（日语：／ setsubun */?）在日本指各季節的分際，即立春、立夏、立秋、立冬的前一天，也就是各季節變化的前一天，在舊曆中，一年之始的立春被視為最重要的一天，造成在江戶時代後常特指立春的前一天。所謂立春只說太陽照射地球的角度呈現315度的日子，因此，每年的節分都不盡相同。在2018年時，節分是在2月3號。

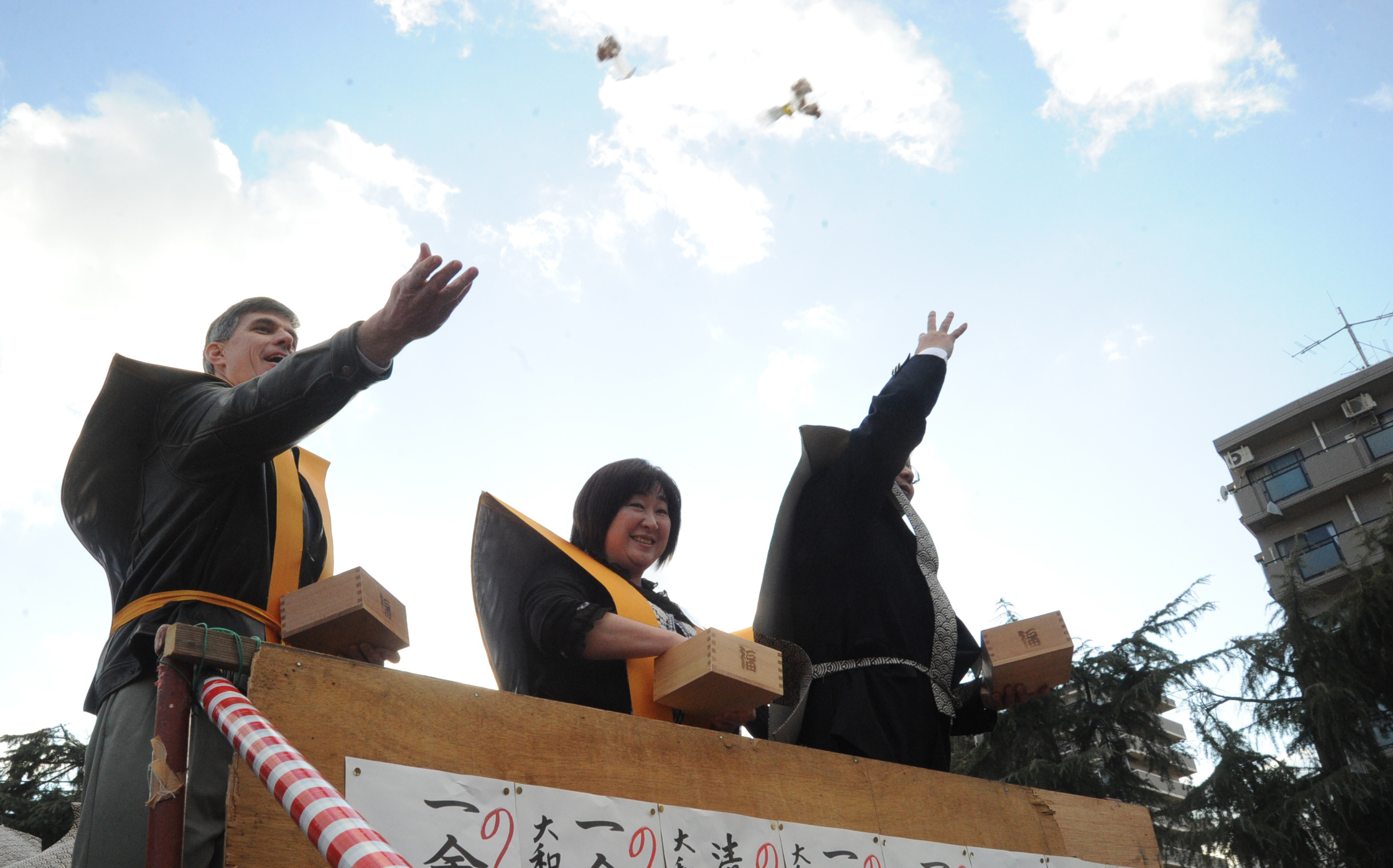
節分祭

## 原由
在季節交替時，易生邪氣，如:鬼、災禍、疾病，因此，必須在這一天舉行驅逐惡靈的儀式。

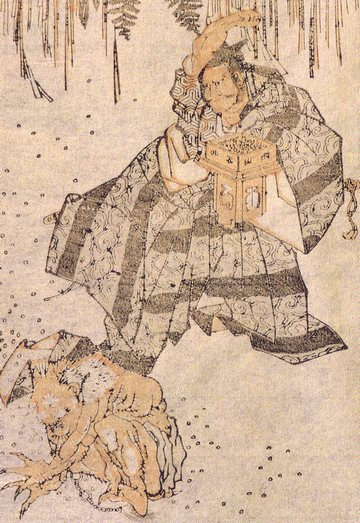
撒豆子

## 演變
「節分」起源於中國古已有之的追儺習俗，「追儺」原是中國的一項驅除病魔惡鬼的儀式，於節令變換之日舉行。一年第一個儀式是立春前的迎春，然後依每個節令行事。《論語》對此也有記載。到了唐朝，朝廷在長安舉辦盛大的新年活動：“追儺大典”。約在1300年前，日本飛鳥時代，廣泛吸收中國唐朝的制度，「追儺」也就被納入日本朝廷的儀式。
到了日本平安時代，每逢節分京都中就會舉行這種儀式，祈求國家和百姓的安康。後來儀式逐漸在各地的神社、寺院中舉行。室町時代以後演變成到民間的傳統節日。日本明治年後大致參照唐制舉辦的時間與用意。

## 儀式
節分祭中主要的儀式為撒豆子，源於中國的撒豆驅邪除瘟之俗，漢朝的《龍魚河圖》就有記載撤豆子驅五方疫鬼，加上豆子日文發音為まめ（mame），音同魔滅。豆子是烘煎過的黃豆，首先從是內向屋外，一邊喊:「鬼は外！(鬼向外)」，接著，從室外向室內撒豆，邊喊:「福は内！(福向內)」。撒完豆子後，人們必須吃下自己實際年齡加一(虛歲)的豆子，日本人相信這個習俗保佑身體健康不生病。

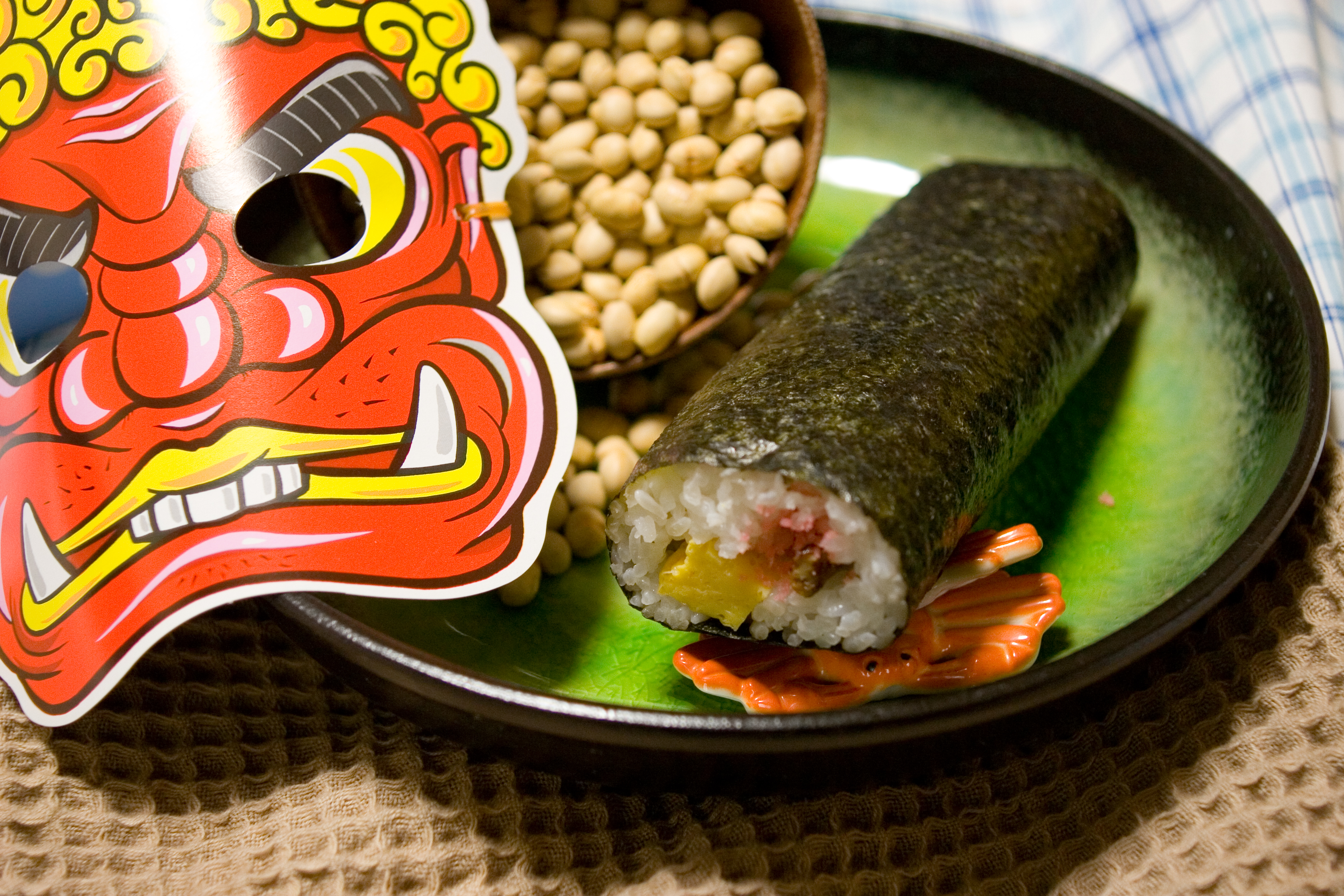
惠方卷

## 節分時的料理

### 惠方卷
惠方是用海苔包起醋飯、蔬菜和雞蛋等多樣食材一起享用的一種壽司。為了不要讓緣分或福氣斷掉，惠方卷不會切成小塊，而是一個人享用1整條。重要的是要面向「惠方」，也就是該年度掌管福德的神明方位來享用。享用時如果開口說話，會讓運氣跑掉，因此，要邊吃邊在心中復誦願望，一直到吃完為止都不能說話。

### 沙丁魚
這項習慣主要在西日本較為普遍，據說在節分時吃沙丁魚可以消除「陰氣」，燒烤時產生的煙霧，也可以驅逐走邪氣，此外，鬼怪、邪靈討厭味道強烈或是尖銳的東西，因此，有人會在燒烤過的沙丁魚頭插上柊葉，作為驅魔擺設裝飾在玄關或門口。

### 蕎麥麵
在節分時吃「蕎麥麵」的理由，有許多種說法。例如:從麵條形狀延伸出「細水長流的人生」的祈願，除此之外，蕎麥這種植物經得起壞天氣的考驗，象徵人在未來一年遇到問題都能迎刃而解，蕎麥麵也有可以輕鬆地咬斷的特質，而有「斬斷厄運」的含意。

## 日本節分祭・節分會
- 中尊寺（岩手縣平泉町）- 迎接大相撲人氣力士、受到災厄之男女進行驅魔招福之祈求儀式。

## 相關作品
在水田版哆啦a夢第320集的531單元(2013年1月25日日本播出)

## 外部連結
- Japan-guide - Setsubun （页面存档备份，存于）
- Japanlinked - Setsubun （页面存档备份，存于）
- Setsubun (Bean Throwing Festival) （页面存档备份，存于）
- Miscellaneous Notes on Setsubun (in Japanese)
- http://www.bbc.co.uk/religion/religions/shinto/holydays/harumatsuri.shtml （页面存档备份，存于）